# 南艾希斯费尔德
南艾希斯费尔德（德語：Südeichsfeld，發音：[ˈzyːtˌʔaɪçsfɛlt, -aɪk-]）是德国图林根州温斯特鲁特-海尼希县的市镇，面积64平方千米，2023年12月31日人口为6,377人。该市镇于2011年12月1日由市镇海厄罗德、卡塔里嫩贝格、希尔德布兰茨豪森和伦根费尔德温特姆施泰因合并而成，得名于艾希斯费尔德地区。2024年1月1日，市镇哈隆根并入南艾希斯费尔德。